# Magyarország turizmusa

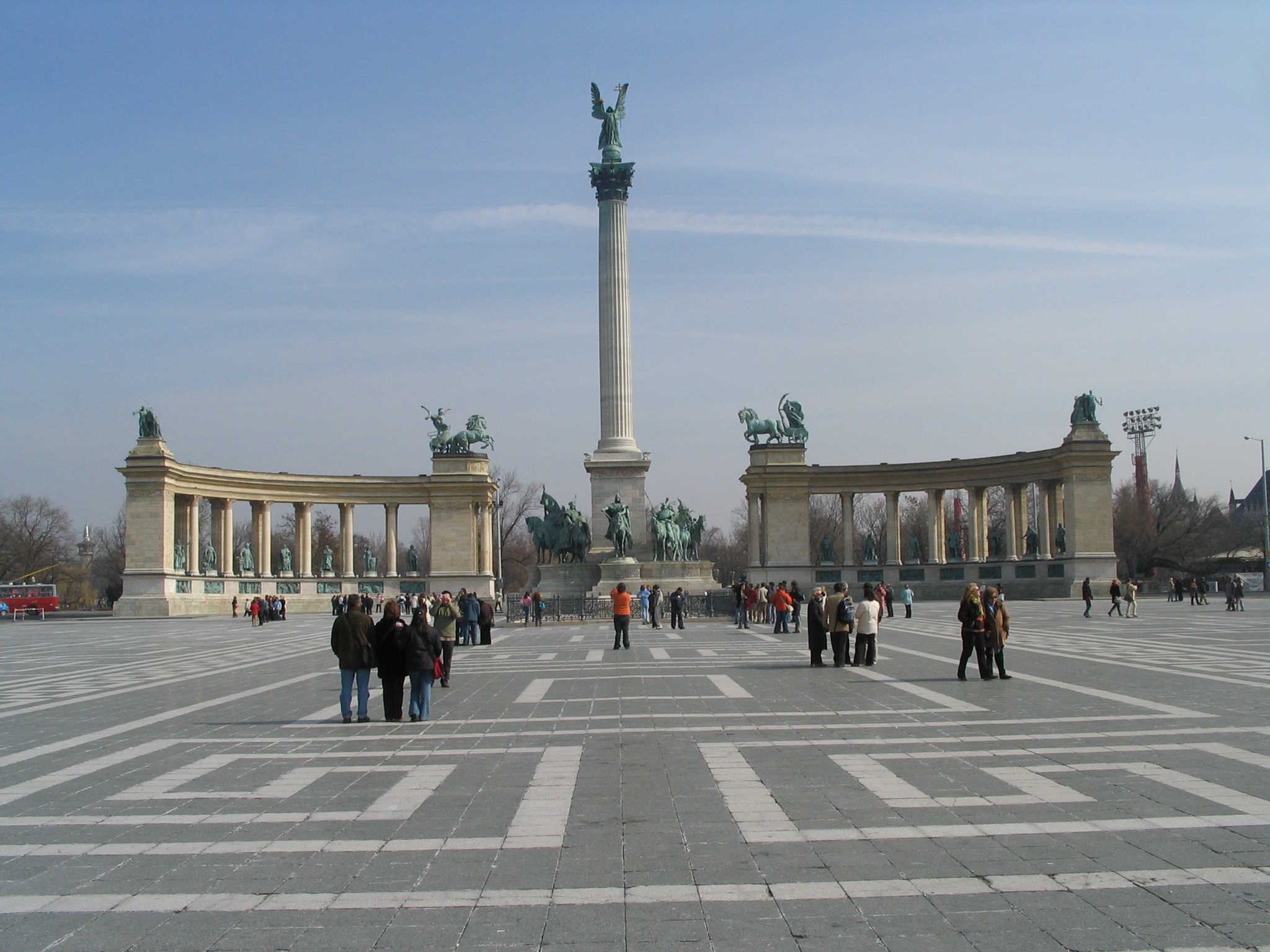
Budapest, Hősök tere

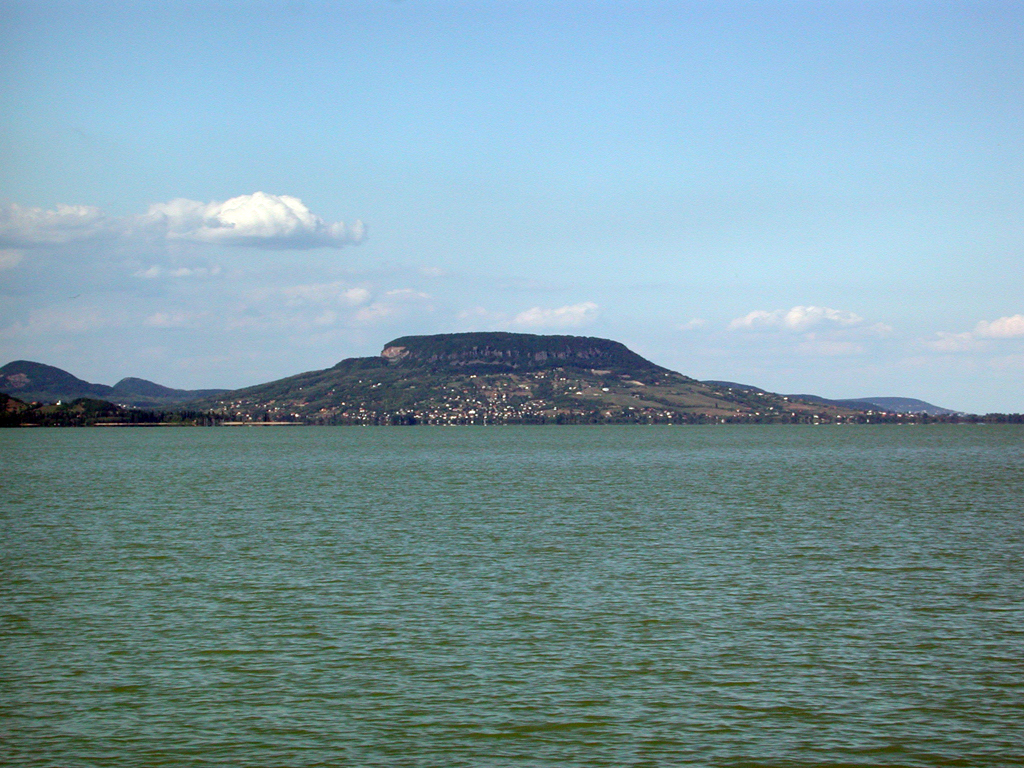
A Balaton partja Badacsony hegyével

Ez a szócikk Magyarország turizmusát tárgyalja, azon belül Magyarország turisztikai felosztását, a legfontosabb és legjellegzetesebb turisztikai látnivalókat, a magyarországi természetjárás, üdülő- és gyógyturizmus fő jellemzőit, valamint a turistáknak nyújtott szolgáltatások, a szállás, étkezés és közlekedés adottságait.
Lásd még: Magyarországi turisztikai látnivalók listája – régiók és vármegyék szerint

## Az idegenforgalom szerepe a gazdaságban
A turizmus Magyarország gazdaságában az európai átlaghoz hasonlóan fontos szerepet tölt be. Évente kb. 4,1 millió belföldi és 3,5 millió külföldi turista választja úticéljául. A KSH adatai szerint 2011-ben például 13,6 millió külföldi turista látogatott el Magyarországra kifejezetten turisztikai céllal, mely 2 százalékkal magasabb, mint a 2010-es adat. A nem turisztikai motivációkkal érkezett külföldiek száma eléri 28 millió főt, melynek nagy része, körülbelül 15 millió fő tranzitutas volt, s körülbelül 10 millióan érkeztek bevásárlási szándékkal az országba. 2017-ben már közel 6 millió turista érkezett, akik nagyjából 3 millió amerikai dollárt költöttek.

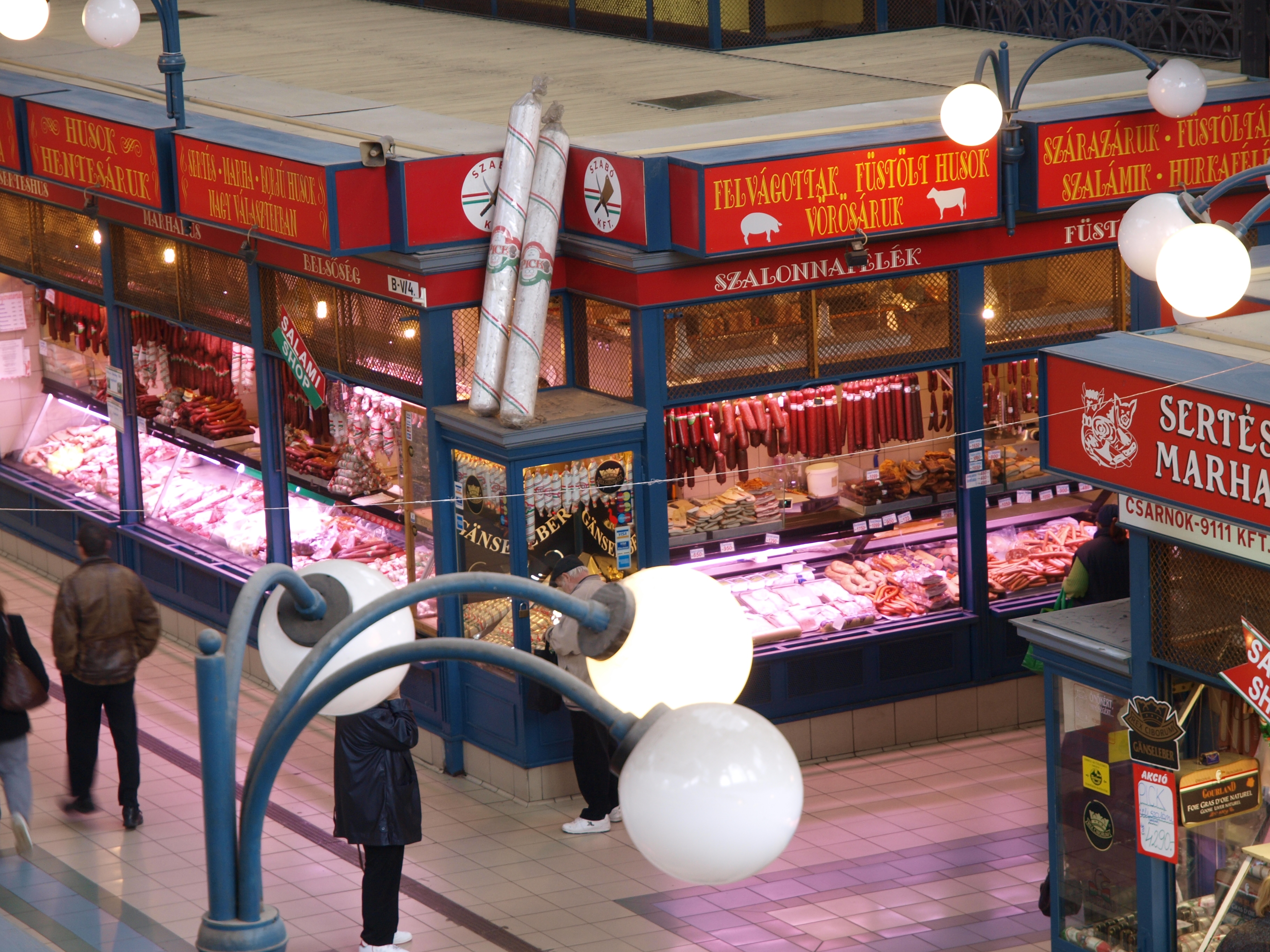
A budapesti Vásárcsarnok árudái is várják a nem turisztikai motivációkkal érkezett külföldi bevásárlókat

A turizmus szektor gazdaságban betöltött szerepét hármas megközelítésben értelmezhetjük: a statisztikai értelemben vett turizmus szektor a szálláshely-szolgáltatást és a vendéglátást takarja (a munkahelyi és közétkeztetés nélkül); ha ehhez hozzászámítjuk a turistákkal közvetlen kapcsolatba kerülő más vállalkozások teljesítményeit is (például utazási irodák), akkor a teljes közvetlen turizmus szektort kapjuk. Végül – és az ágazat nemzetgazdasági jelentőségének megadásakor jellemzően ez a kategória jelenik meg a nyilvánosságban –, a közvetlen turizmus szektorhoz beszállítói tevékenységgel hozzájáruló teljesítményeket is beszámítva nyerjük a közvetlen és közvetett turizmusszektor adatait együtt.
2004-ben a Magyarországra látogató külföldiek összes magyarországi fogyasztása 822 milliárd forintot, ezen belül a turisztikai fogyasztás 596 milliárd forintot tett ki. Emellett a magyar lakosság 385 milliárd forintot fordított turisztikai szolgáltatásokra, aminek eredményeként a turizmus bevételei megközelítették az 1000 milliárd forintot. A turisztikai ágazatok GDP-je 877 milliárd forint volt, ami a magyarországi GDP mintegy 5,0%-át adja. A multiplikátor-hatásokat figyelembe véve a turizmus hozzávetőlegesen 8,5%-kal járult hozzá Magyarország GDP-jéhez. (A statisztikai értelemben vett turizmus szektor, azaz a szálláshely-szolgáltatás és a – munkahelyi és közétkeztetés nélkül számított – vendéglátás 2004-ben 1,6%-kal járult hozzá a bruttó hazai termékhez).[forrás?]
2004-ben a közvetlenül a turizmusban foglalkoztatottak száma 398 ezer fő volt, az összes foglalkoztatott 8,9%-a. A multiplikátor-hatásokat figyelembe véve elmondható, hogy Magyarországon minden nyolcadik munkahely a turizmusnak volt köszönhető.[forrás?]
A KSH 2005-ös adatsora szerint az ezer lakosra jutó vendégéjszakák száma a Balatonfüredi kistérségben volt a legmagasabb: 44901, második a Siófoki kistérség : 18892 vendégéjszakával, harmadik a Balatonalmádi kistérség 8078 éjszakával. Egyidejűleg a Jánoshalmai kistérség, a Mezőcsáti kistérség és a Sarkadi kistérség vonatkozó adata nulla volt.[forrás?]

## Kulturális értékek

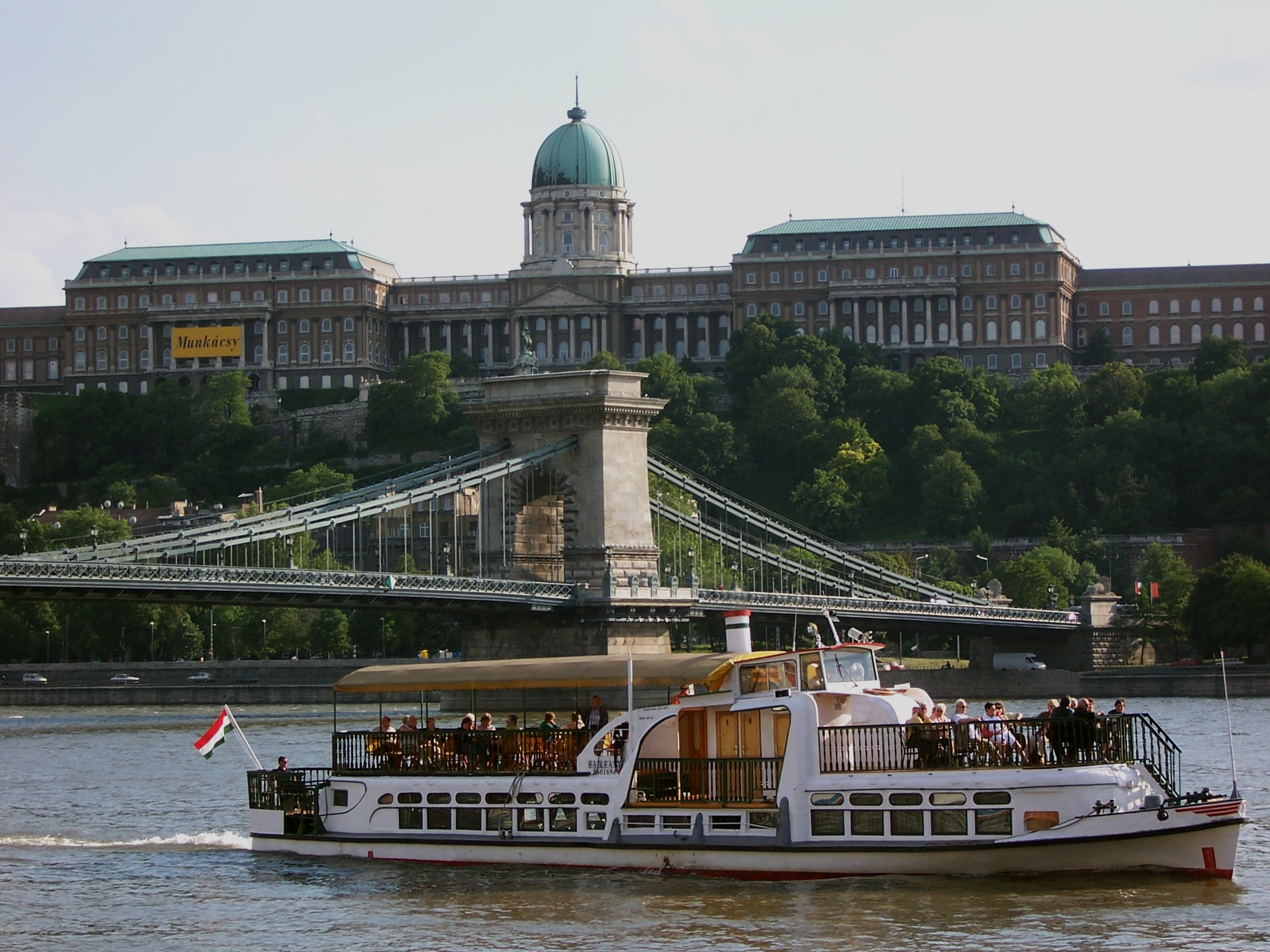
Budapest: a Lánchíd és a Budavári Palota

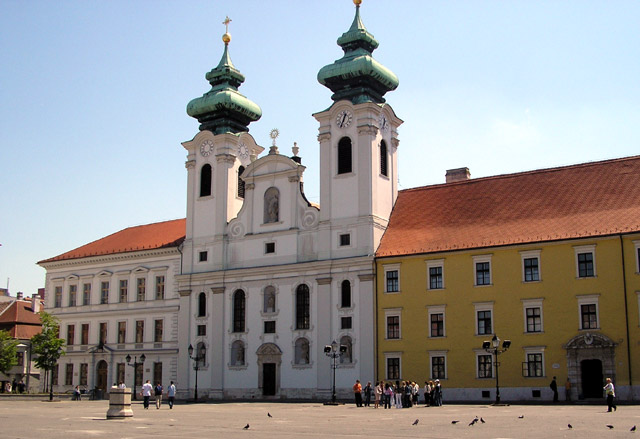
Győr: Széchenyi tér

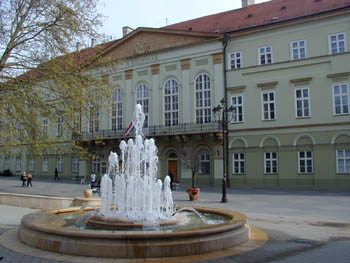
Kaposvár: Rippl-Rónai Múzeum

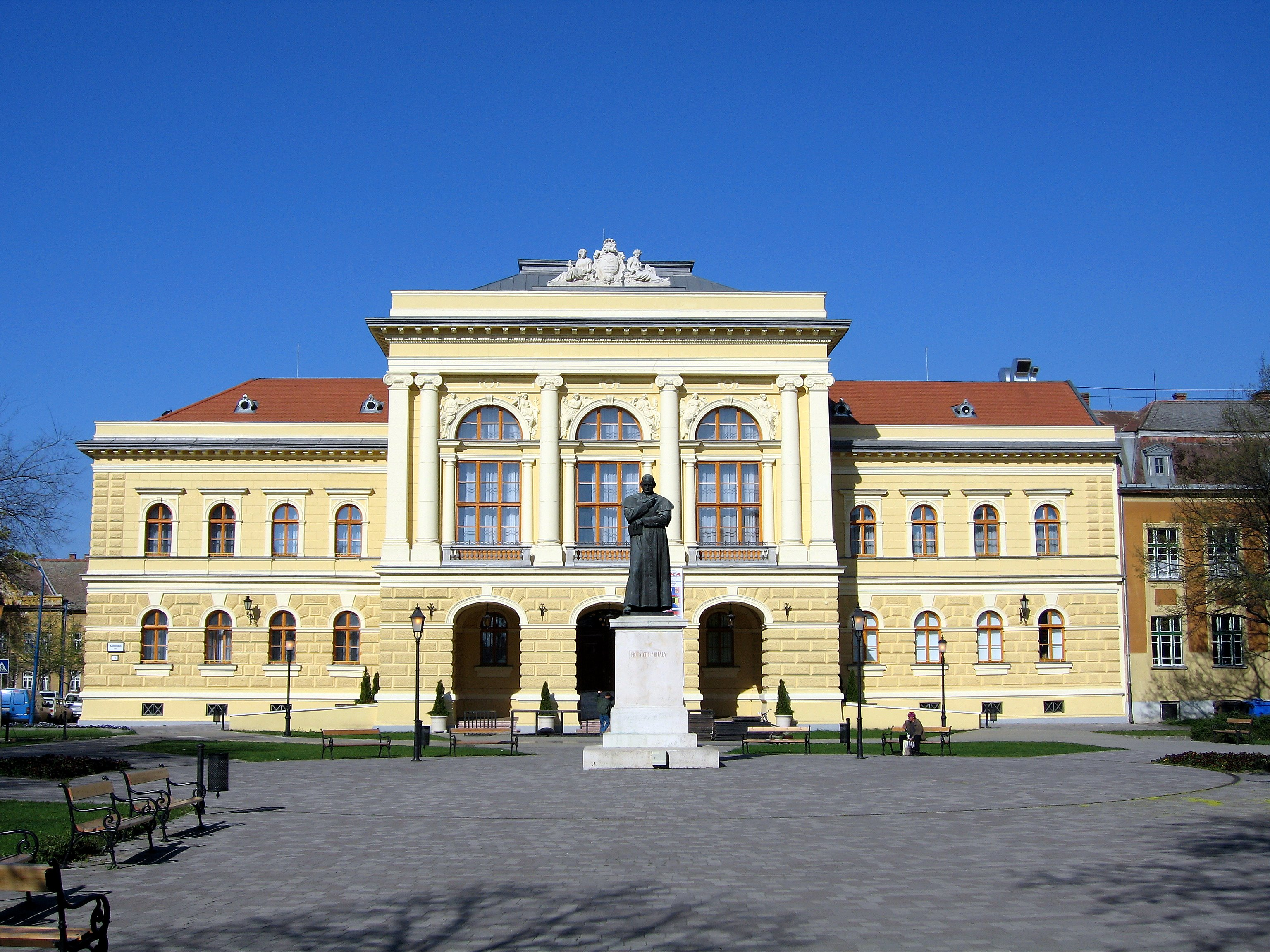
Szentes: Koszta József Múzeum

### Világörökségi helyszínek
Az UNESCO világörökségi listáján szereplő magyarországi helyszínek a következők (a felvétel éve szerinti sorrendben):
- Budapest: A Duna-part látképe és a Budai Várnegyed (1987. kulturális)
- Hollókő ófalu és táji környezete (1987. kulturális – kultúrtáj)
- Az Aggteleki-karszt és a Szlovák-karszt barlangjai (1995. természeti) – Szlovákiával közös
- Az ezeréves Pannonhalmi Bencés Főapátság és közvetlen természeti környezete (1996. kulturális)
- Hortobágyi Nemzeti Park – Puszta (1999. kulturális – kultúrtáj)
- Pécsi ókeresztény sírkamrák (2000. kulturális)
- Fertő-táj (2001. kulturális – kultúrtáj) – Ausztriával közös
- Tokaji Történelmi Borvidék (2002. kulturális – kultúrtáj)
- Budapest: az Andrássy út és történelmi környezete

### Műemlékek, múzeumok
Budapest világörökségi helyszínként elismert látnivalói a Duna-part látképe és a Budai Várnegyed, valamint az Andrássy út és történelmi környezete. A főváros számtalan egyéb látnivalója között nemzetközi viszonylatban is különleges műemlékek, templomok, kastélyok, ókori, középkori és török kori emlékek, barokk, klasszicista, romantikus, neoreneszánsz, eklektikus és szecessziós stílusú középületek és lakóházak, 223 múzeum és galéria (közöttük jó néhány nemzetközi rangú gyűjteménnyel), történelmi hidak, valamint a köztéri szobrok, emlékművek sokasága található.
A magyarországi városok közül Budapest után műemlékekben, múzeumokban, kulturális látnivalókban a leggazdagabbak Sopron, Győr, Szombathely, Kőszeg, Pécs, Kaposvár, Esztergom, Székesfehérvár, Veszprém, Pápa, Várpalota, Eger, Miskolc, Debrecen, Szeged, a világörökséghez tartozó Tokaj, Nyíregyháza, Nyírbátor, Sárospatak, Pásztó, Kecskemét, Kalocsa, Szentes, Hódmezővásárhely, Baja, Szentendre.
Az ország számos településén találhatók középkori templomok (Ják, Lébény, Ócsa, tihanyi altemplom, Csaroda stb.), romantikus hangulatú várak (Visegrád, Nagyvázsony, Sümeg, Szigliget, Szigetvár, Siklós, Pécsvárad, Magyaregregy, Sárvár, tatai vár, cseszneki vár, Drégely vára, Hollókő, boldogkői vár, diósgyőri vár, füzéri vár, Sárospatak, Szerencs, Szécsény, Gyulai vár), kastélymúzeumok (Fertőd, Nagycenk, Keszthely, Gödöllő, Martonvásár, Ráckeve stb.). Sok turista keresi fel a világörökség részét képező hollókői ófalut és Pannonhalmi Bencés Főapátságot, a komáromi erődrendszert, a gorsiumi régészeti parkot, a vértesszőlősi ősemberleleteket, a majki műemlékegyüttest is. A különleges történelmi emlékhelyek és kulturális központok közé tartozik az ópusztaszeri Nemzeti Történeti Emlékpark, a mohács történelmi emlékhely, a kaposmérői ősmagyar harcászati bemutatóhely, a kisrozvágyi honfoglalás kori skanzen és a somogyvámosi Krisna-falu.
Magyarország épített örökségének, emblematikus épületinek, templomainak, kastélyainak, történelmi vasutainak és hajóinak minden apró részletükben kidolgozott kicsinyített mása megtalálható a szarvasi Mini Magyarország makettparkban, ahol néhány óra alatt az egész országot bebarangolhatjuk. A Mini Magyarország makettpark a történelmi Magyarország mértani középpontján, Szarvason, a Szarvasi Arborétumban látható.
Lásd még: Magyarországi műemlékek listája

#### Múzeumok, kiállítóhelyek
- Budapest: Aquincum, Magyar Nemzeti Múzeum, Szépművészeti Múzeum, Nemzeti Galéria, Néprajzi Múzeum, Budapesti Történeti Múzeum, Iparművészeti Múzeum, Szoborpark stb.
- Győr: Egyházmegyei Kincstár, Könyvtár és Kőtár, Városi Művészeti Múzeum, Széchényi Patikamúzeum, Xántus János Múzeum
- Gyula – Corvin János Múzeum
- Esztergom – Keresztény Múzeum, Főszékesegyházi Kincstár, Duna Múzeum, Vármúzeum
- Szentendre – Kovács Margit Múzeum, Szentendrei Szabadtéri Néprajzi Múzeum, Muzsikáló múzeum
- Pécs – Vasarely Múzeum, Csontváry Múzeum és Zsolnay Múzeum
- Kaposvár – Rippl-Rónai Múzeum
- Debrecen – Déri Múzeum (honlapja) gazdag gyűjtemény, többek között Munkácsy Mihály festményei, Kölcsey Központ
- Szeged – Móra Ferenc Múzeum
- Hódmezővásárhely – Tornyai János Múzeum, Alföldi Galéria
- Szentes – Koszta József Múzeum

Lásd még: Magyarország múzeumai (kategórialap)

### Néphagyományok, népművészet

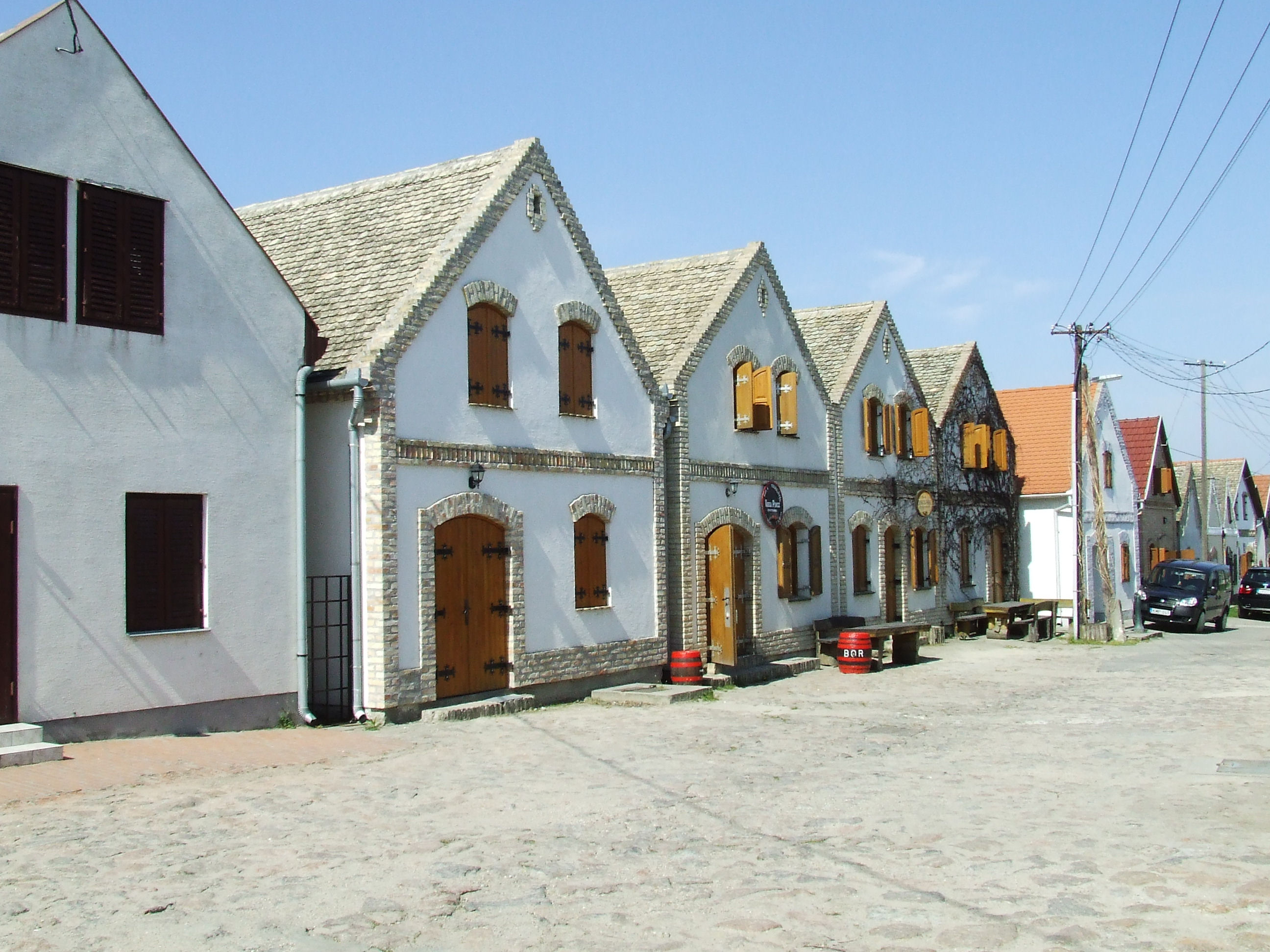
Hajós: Európa leghosszabb pincesora

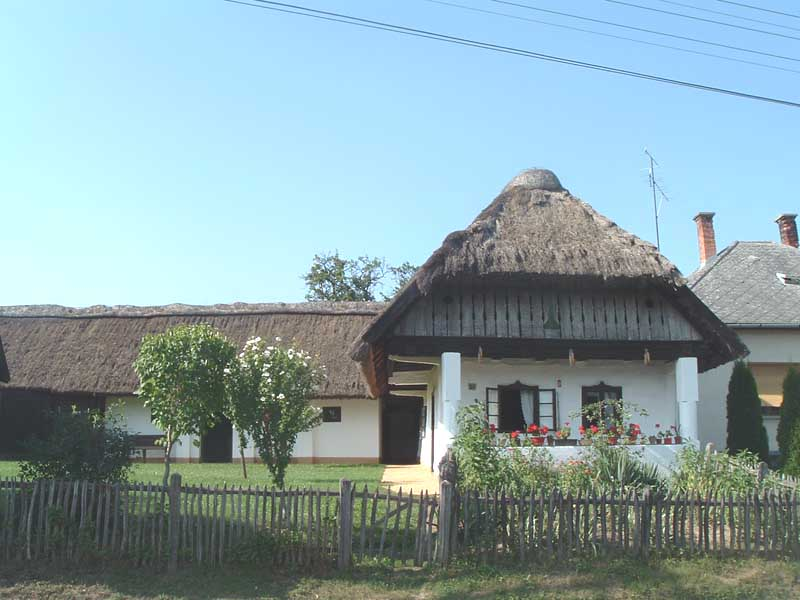
Zalalövő: régi parasztház

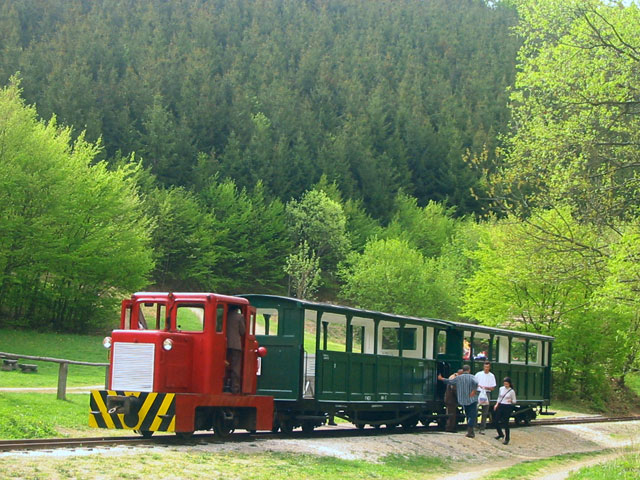
Felsőtárkányi Állami Erdei Vasút

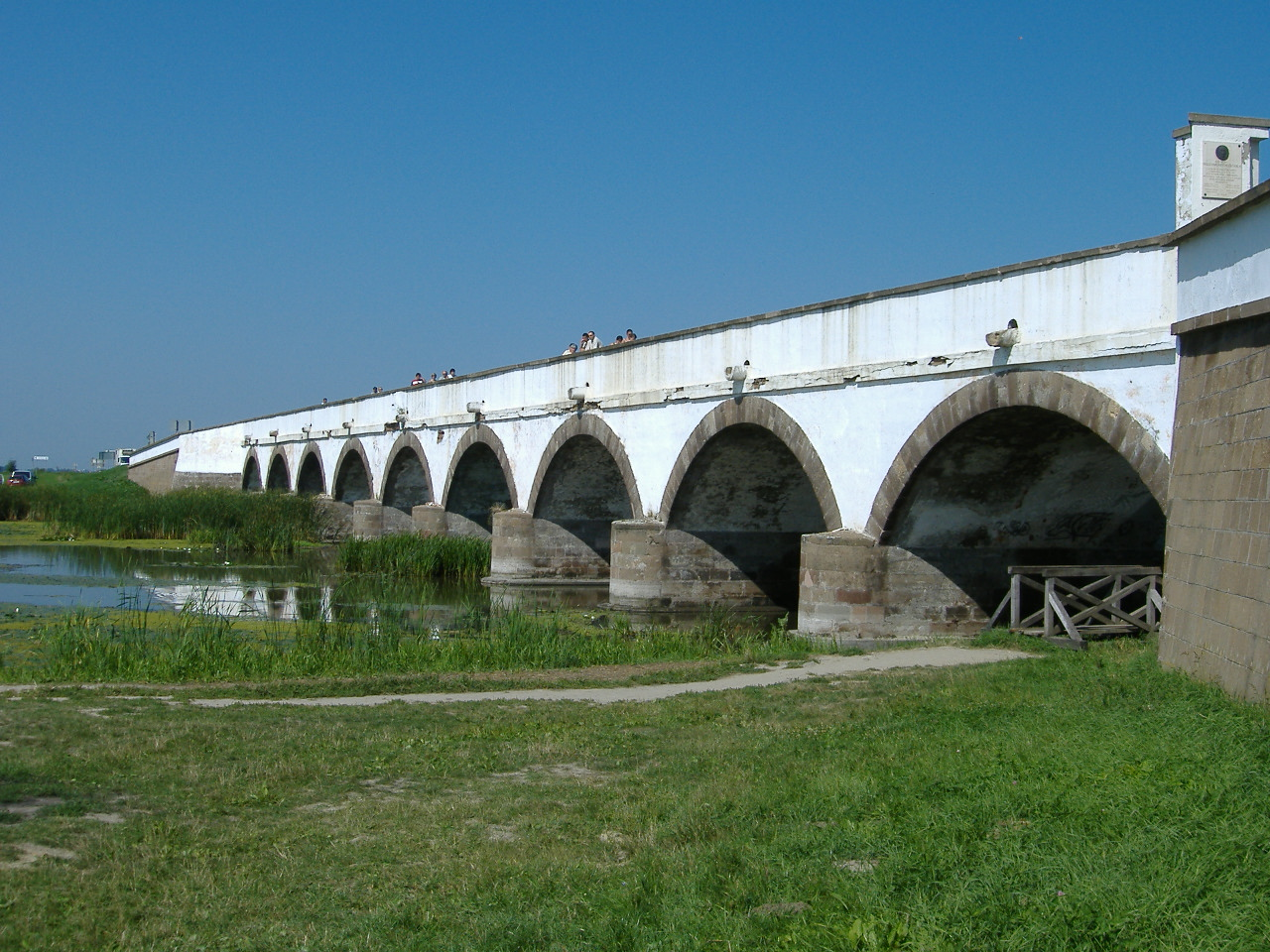
A hortobágyi kilenclyukú híd

Gazdag néprajzi, népművészeti látnivalót jelentenek a szabadtéri néprajzi múzeumok (Szentendrei skanzen, a pityerszeri skanzen Szalafőn, nyíregyházi sóstói skanzen, Szántódpuszta, Kiskunfélegyháza: a kiskunmúzeum stb.), az őrségi és göcseji falvak máig megőrzött népi építészete, a Sárköz falvainak élő néphagyományai, valamint a palóc néphagyományokat őrző Hollókő (világörökségi helyszín), a Hortobágy néprajzi emlékei és pásztorhagyományai, a nyírségi települések jellegzetes, fából épült haranglábai, a tákosi református templom.
Különleges néprajzi látnivalók:
Nyugat-Dunántúl régióban:
- Őrségi falvak, Pityerszeri skanzen Szalafő
- Göcseji falvak, Zalaegerszegi Skanzen
- Hetés
- Szigetköz

Dél-Dunántúl régióban:
- A Sárköz falvai
- Szennai Szabadtéri Néprajzi Gyűjtemény
- Ormánság

Észak-Magyarország régióban:
- Palóc falvak néphagyományai
- Hollókő

Észak-Alföld régióban:
- Kazettás mennyezetű tákosi református templom
- Nyíregyháza – sóstói skanzen
- Hortobágy – Hídivásár

Dél-Alföld régióban:
- Hajósi pincesor

Közép-Magyarország régióban:
- Szentendrei Szabadtéri Néprajzi Múzeum

Balaton régióban:
- Szigliget – Ófalu
- Kalocsai hímzés, matyó hímzés, halasi csipke

### Kulturális rendezvények, fesztiválok és turisztikai események
Az ország számos, évenként megrendezett művészeti fesztiválnak, néprajzi, turisztikai és sporteseménynek ad otthont. Ezek közé tartozik Budapesten a Tavaszi Fesztivál, az augusztus 20-i budapesti programok (tűzijáték, Mesterségek Ünnepe, Budapest Parádé), a Sziget Fesztivál és a Budapesti Búcsú, a Balaton régiójában a Művészetek Völgye, az alföldi régiókban a Hortobágyi Lovasnapok és Hídivásár, a debreceni virágkarnevál és a Szegedi Szabadtéri Játékok.
Magyarország ismertebb fesztiváljai:
- Budapest: Budapesti Tavaszi Fesztivál, Budapesti Búcsú és az augusztus 20-i programok (tűzijáték, Mesterségek Ünnepe, Budapest Parádé, Sziget Fesztivál)
- Művészetek Völgye július végén, augusztus elején (Kapolcs, Vigántpetend, Taliándörögd, Monostorapáti, Öcs és Pula)
- Pécsváradi leányvásár (nemzetközi néptáncfesztivál).
- Hortobágyi Lovasnapok és Hídivásár
- debreceni virágkarnevál
- Szegedi Szabadtéri Játékok
- Borfesztiválok: hajósi Orbán-napi Borünnep (május vége), Szekszárdi Szüreti Fesztivál, villányi borfesztivál
- Gasztronómiai események: szentesi lecsófőző fesztivál, makói nemzetközi hagymafesztivál
- Gyulai Reneszánsz Karnevál

Lásd még: Magyarországi kulturális események (kategórialap)

## Természeti értékek
Magyarország nemzeti parkjai:
- Hortobágyi Nemzeti Park – 1973
- Kiskunsági Nemzeti Park – 1975
- Bükki Nemzeti Park – 1976
- Aggteleki Nemzeti Park – 1985
- Fertő–Hanság Nemzeti Park – 1994
- Duna–Dráva Nemzeti Park – 1996
- Duna–Ipoly Nemzeti Park – 1997

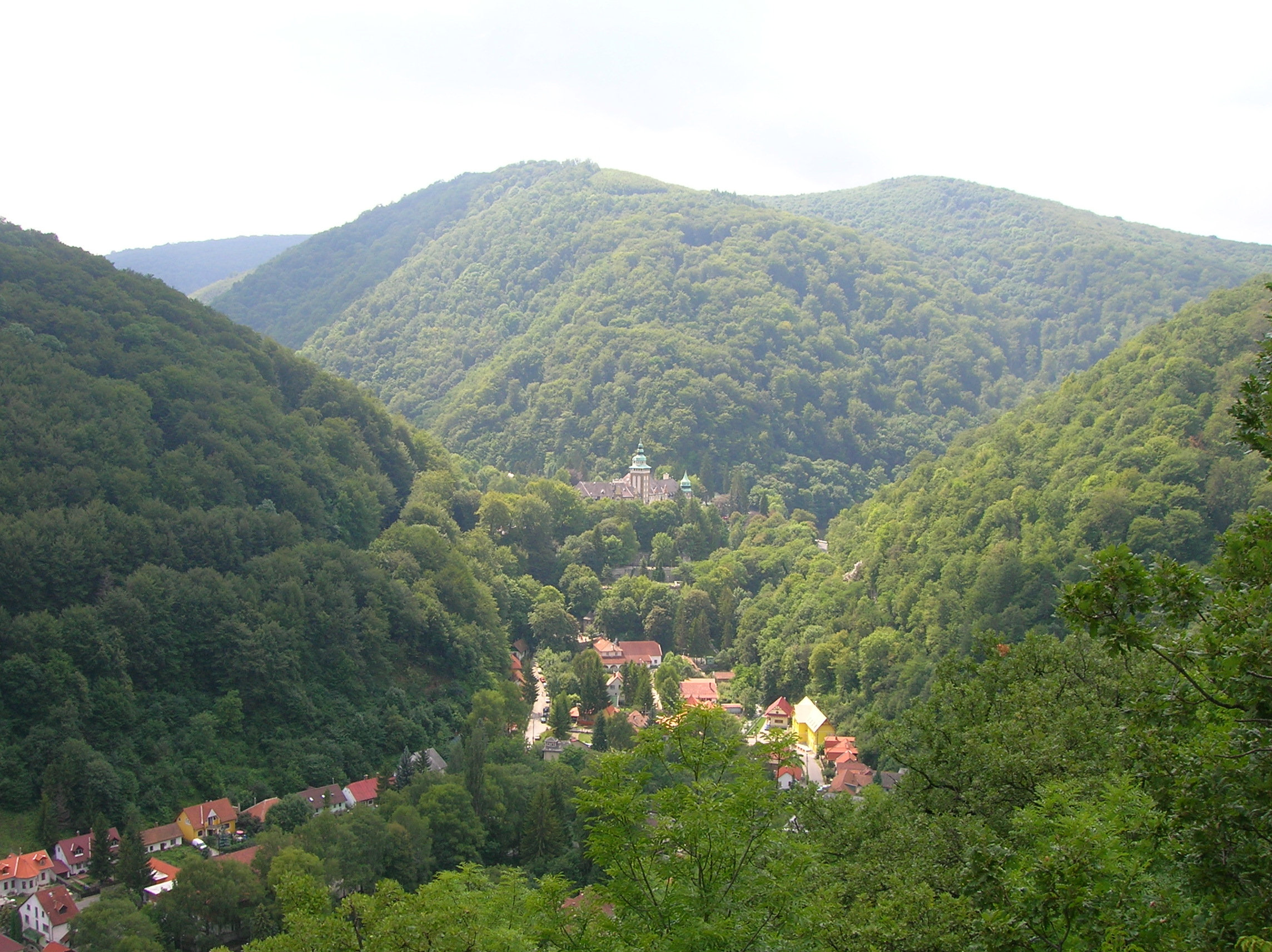
Lillafüred (Észak-Magyarország)

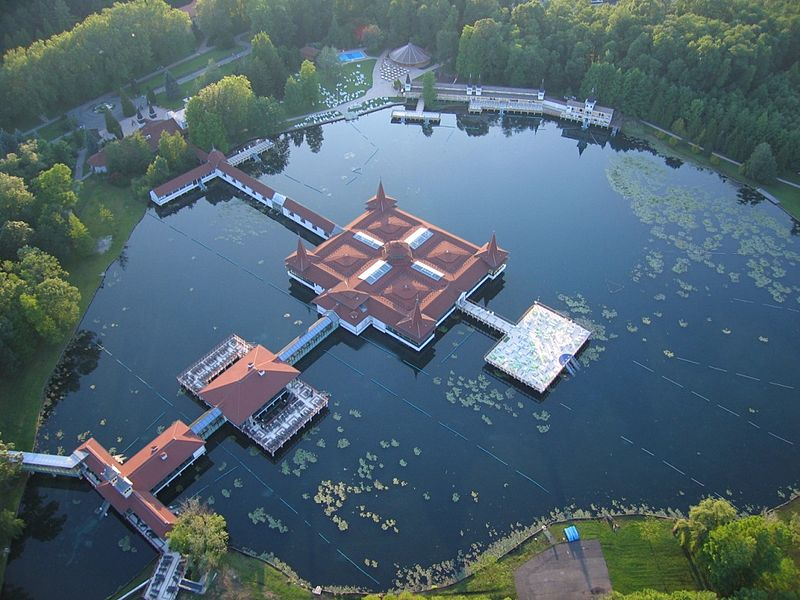
A Hévízi-tó fürdőépülete

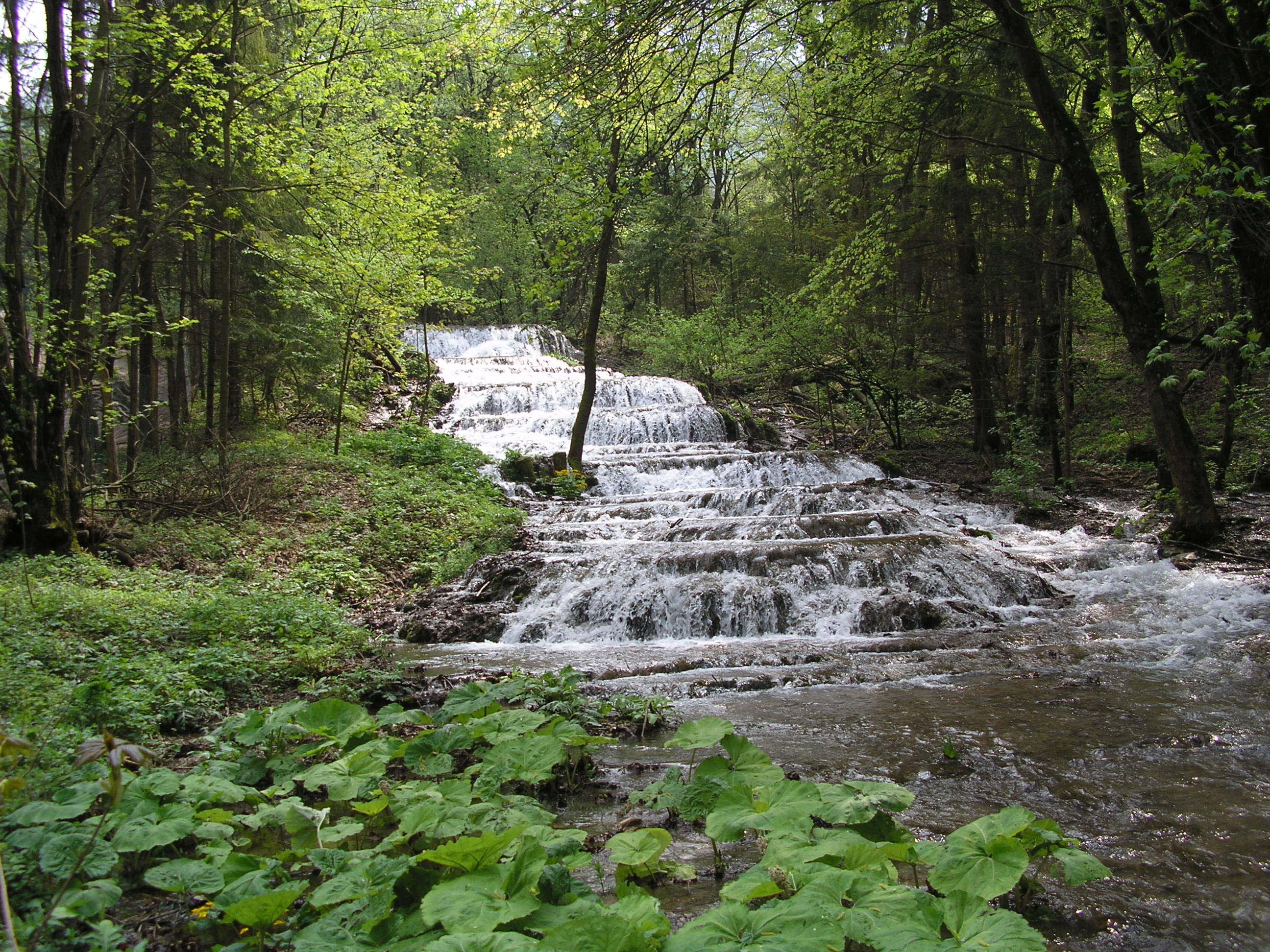
A Fátyol-vízesés a Szalajka-völgyben

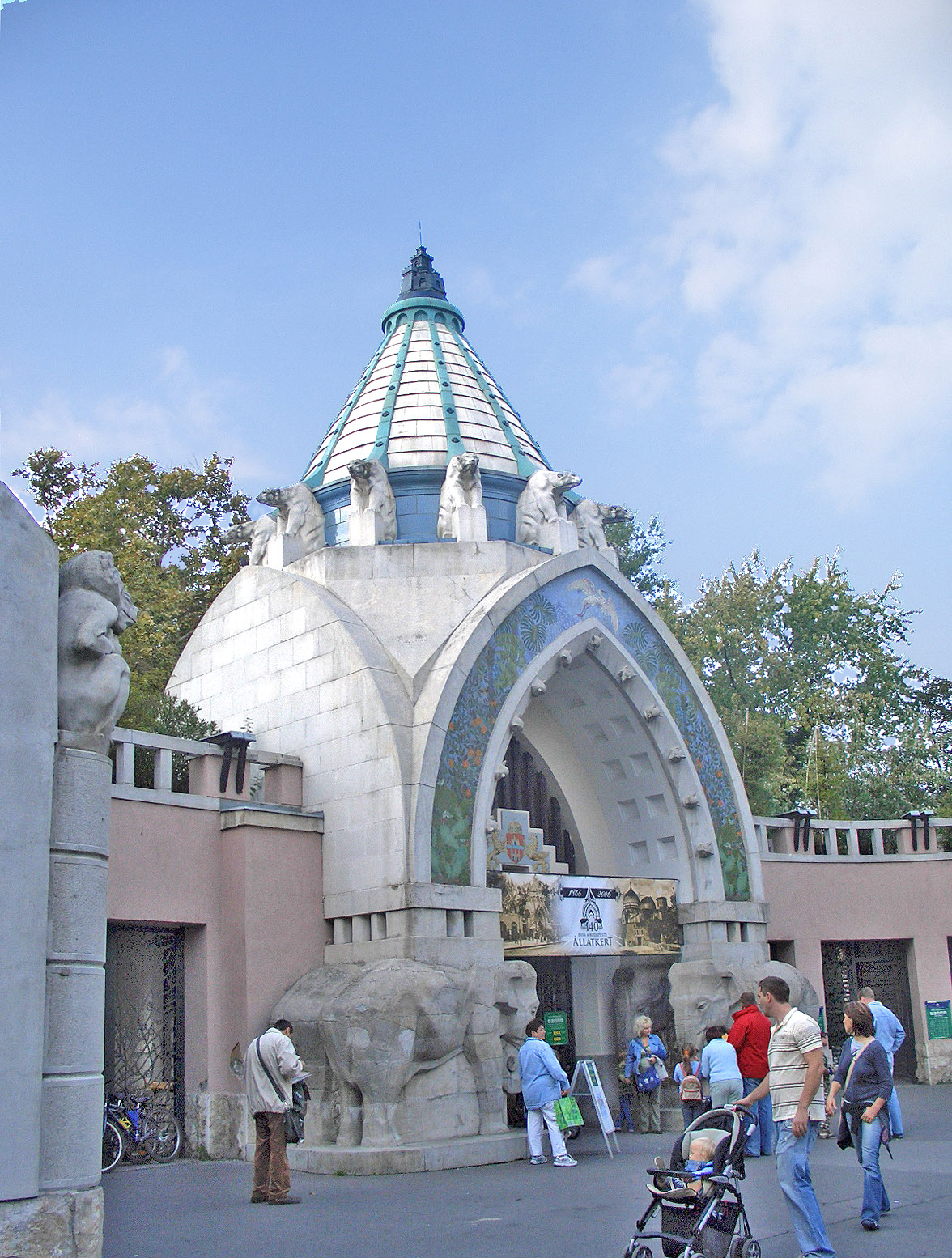
A Fővárosi Állat- és Növénykert főkapuja

- Balaton-felvidéki Nemzeti Park – 1997
- Körös–Maros Nemzeti Park – 1997
- Őrségi Nemzeti Park – 2002. március 1.
- Szatmár-Beregi Nemzeti Park – létrehozásának szervezőmunkája megkezdődött

A természetjárókat az alábbi fő túrázási, kirándulási lehetőségek várják:
- Budapesten számos védett park, erdő, hegy és barlang: Városliget, Margitsziget, Gellért-hegy, Sas-hegy, Pál-völgyi-barlangrendszer stb.
- A Dunántúlon a világörökséghez tartozó Fertő tó, a termálvizes Hévízi-tó, a tapolcai tavasbarlang, a tatai Öreg-tó, a Velencei-tó és kirándulóövezete, Tihany belső tavai és geológiai tanösvénye, az abaligeti cseppkőbarlang, a szársomlyói természetvédelmi terület, a villányi kőbánya őslénybemutatója, a fertőrákosi kőfejtő, a Dunakanyar, valamint a régió nagy kiterjedésű erdőségei: Pilis, Dunántúli-középhegység (Bakony, Vértes, Visegrádi-hegység), Gemenc, Gyulaj, Alpokalja, Mecsek.
- Észak-Magyarországon az Északi-középhegység számos túralehetőséget kínáló erdőségei és a látványos természeti értékei (Börzsöny, Mátra, Bükk-vidék, Lillafüred, Aggteleki Nemzeti Park, a bükki barlangok).
- Az Alföldön a végtelen puszta, a romantikus tanyavilág, a Hortobágy (világörökségi helyszín) természeti értékei, Bugac, Mártély a Tisza holtágaival és a kunhalmok.

A természeti értékek megismerését sokhelyütt hangulatos kisvasutak szolgálják: Királyréti Erdei Vasút, kemencei múzeumvasút, Nagybörzsönyi Erdei Vasút, Balatonfenyves, Mesztegnyő, Kaszó, nagycenki múzeumvasút, Nyírvidéki Kisvasút stb.
A növénykedvelőket számos arborétum várja (Vácrátót, Zirc, Badacsonytomaj, Kám, Kőszeg, Kámon, Vép, Szeleste, Szarvas stb.), az állatvilág iránt érdeklődők számára pedig különleges látnivalót kínál a nyíregyházi sóstói vadaspark, a kardoskúti hagyományos állattartó telep, a mezőhegyesi és a bábolnai állami ménes, a dévaványai túzokrezervátum és a veresegyházi medvemenhely.
Lásd még: Magyarország védett természeti értékeinek listája

### Védett területek
- Budapest: Városliget, Margit-sziget, Sashegy, Gellért-hegy, Rózsadomb, Pál-völgyi-barlangrendszer, Budai-hegyek
- Dunakanyar
- Apajpuszta
- Tápiószentmárton – Attila-domb
- Dunántúli-középhegység (Bakony, Vértes, Gerecse, Pilis)
- Balaton, Tihanyi-félsziget, a Tapolcai-medence tanúhegyei és a Hévízi-tó
- Velencei-tó, Tatai Öreg-tó, Fertő tó
- Alpokalja (Őrségi Nemzeti Park, Írottkő Natúrpark)
- Gemenc, Gyulaj
- Mecsek
- Északi-középhegység (Visegrádi-hegység, Börzsöny, Mátra, Bükk-vidék, Lillafüred, Zempléni-hegység)
- ipolytarnóci ősélőhely
- Hortobágyi Nemzeti Park
- bugaci puszta
- Alföld – kunhalmok
- Mártély (a Tisza holtágai)
- Geológiai látványosságok: Aggteleki Nemzeti Park, abaligeti cseppkőbarlang, a szársomlyói természetvédelmi terület, a villányi kőbánya őslénybemutatója, fertőrákosi kőfejtő

Lásd még: Magyarországi barlangnevek (hazánkban minden barlang védett)

### Arborétumok
- agostyáni arborétum
- vácrátóti arborétum
- gödöllői arborétum
- zirci arborétum
- jeli (Kám), Chernel-kerti (Kőszeg), kámoni (Szombathely), vépi és szelestei arborétum
- badacsonytomaji arborétum
- püspökszentlászlói arborétum
- szarvasi arborétum (Pepi-kert)
- Budai Arborétum (Budapesti Corvinus Egyetem)[4]

### Állatkertek, állattelepek
- Fővárosi Állat- és Növénykert
- Győr – Xántus János Állatkert
- veresegyházi medvemenhely
- szántódi uradalmi majorság
- Nyíregyháza – sóstói vadaspark
- dévaványai túzokrezervátum
- kardoskúti hagyományos állattartó telep
- mezőhegyesi ménes
- bábolnai állami ménes
- Veszprémi Állatkert

## Magyarország idegenforgalma turisztikai motivációk szerint

### Szabadidős turizmus

#### Egészségturizmus: Gyógyturizmus és wellnessturizmus
Magyarország az előnyös balneológiai és geotermikus adottságainak köszönhetően termálvízekben bővelkedő ország. Japán, Izland, Olaszország és Franciaország után Magyarország a világ ötödik termálvíz nagyhatalma. A gyógyvizes hőforrások az ország valamennyi régiójában előfordulnak, és számos gyógyfürdőt táplálnak. Budapest a világ egyetlen gyógyfürdőkkel rendelkező fővárosa. A gyógyvízkincsre épülő magyar fürdőkultúra több mint 2000 éves múltra tekint vissza. Világszerte ismert értékes gyógyvizeiről, amelyek turisztikai szerepe jelentős, ezért az ország a nemzetközi gyógyturizmus egyik kedvelt célpontja.
A különleges összetételű fővárosi gyógyvizeket hivatalosan nyolc fürdő intézmény hasznosítja, elsősorban gyógyászati, turisztikai és rekreációs célokra. A gyógyfürdők többsége egyben műemlék és turisztikai látnivaló is.
Az ország többi részén népszerű gyógyfürdők például a dél-alföldi régióban Gyula és Makó, a nyugat-dunántúli régióban Hévíz, Sárvár, dél-dunántúli régióban Harkány, Sikonda és Szigetvár, az észak-alföldi régióban Szolnok, Cserkeszőlő, Jászberény, Mezőtúr, Túrkeve, a Tisza-tavi régióban Tiszafüred, Abádszalók és Berekfürdő.

#### Üdülőturizmus

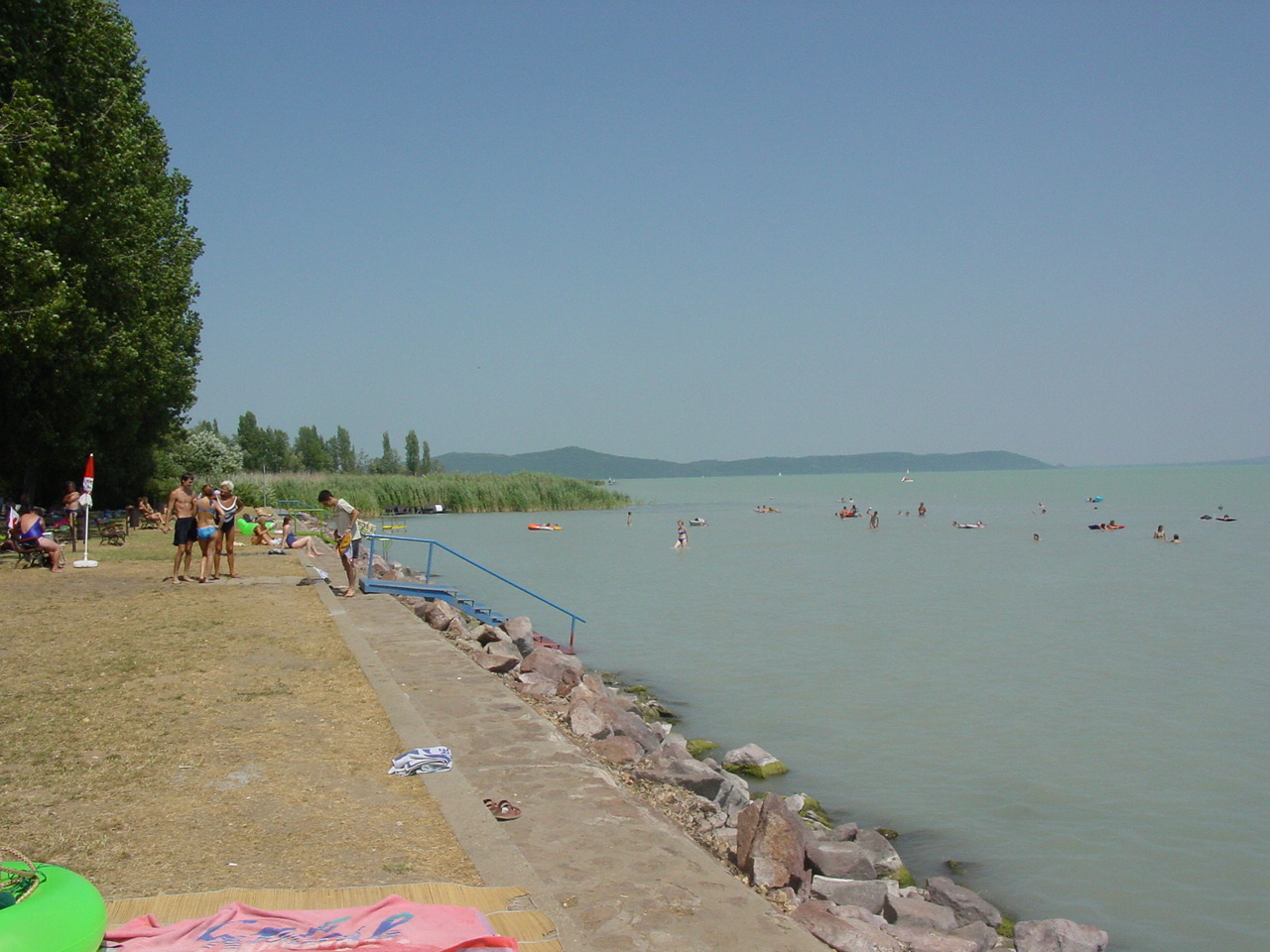
Balatoni strand

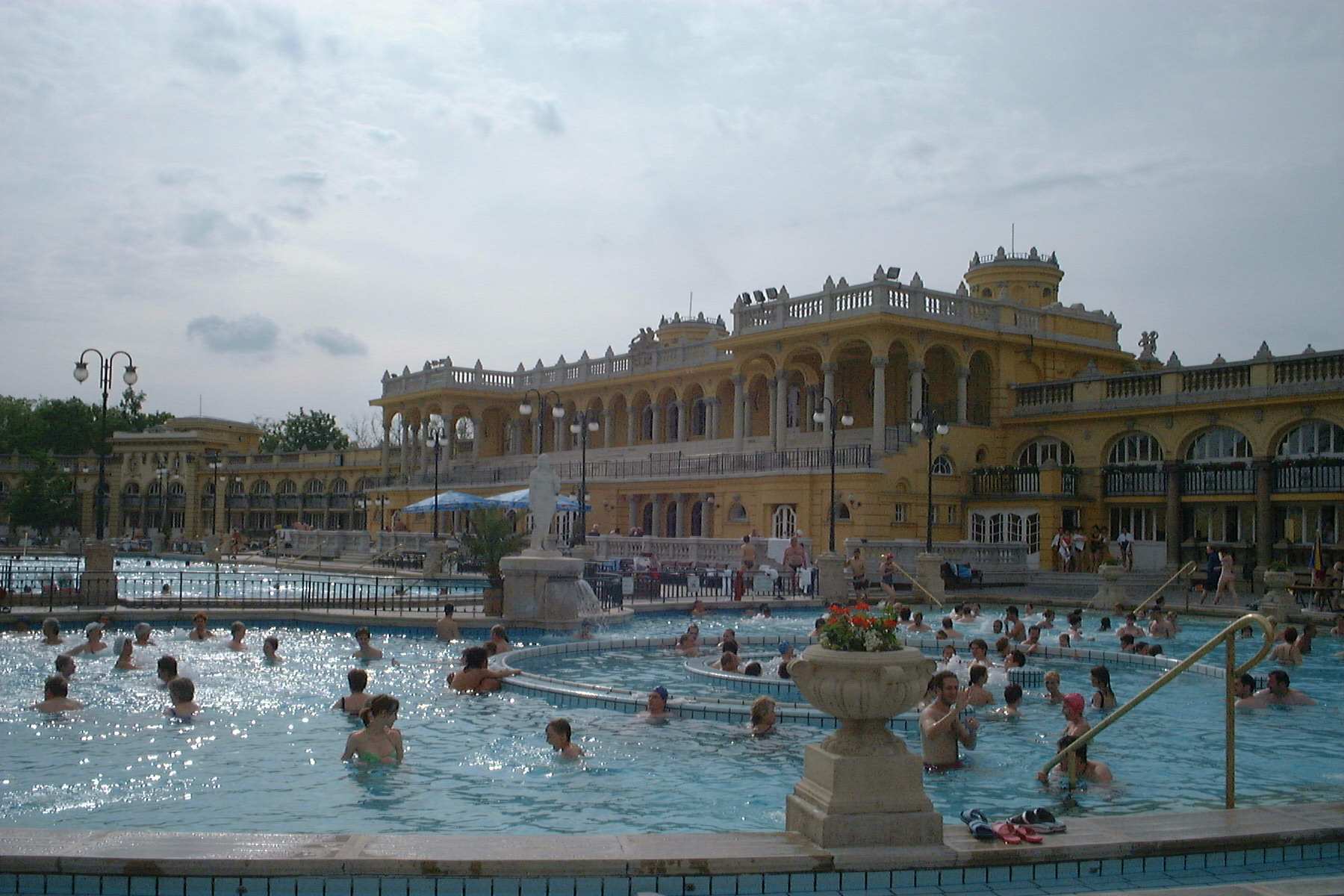
Budapest: a Széchenyi fürdő

Magyarországon különösen népszerűek a vízparti nyaralóhelyek: a Balaton, a Velencei-tó, a Tisza-tó, az ország számos kisebb-nagyobb természetes vagy mesterséges tava, valamint a Tisza és a Duna vízpartja. Az utóbbi időben a turisták a dél-alföldi régió tanyáira is felfigyeltek, ahol a legendás pusztai romantikát és a természet közelségét élvezhetik. A turisták ellátását sok helyütt a falusi vendéglátás segíti.

#### Kulturális turizmus
Célpontjai: lásd fent.

#### Gasztroturizmus, borturizmus
Magyarország egyik fő turisztikai nevezetessége a hosszú múlttal rendelkező borászat. A legismertebb borvidékek közé tartozik a tokaji, egri, balatonfelvidéki (Badacsony, Csopak), dél-balatoni, szekszárdi, villányi, soproni. A borturizmus nevezetes látnivalója a hajósi pincesor.

#### Aktív turizmus, ökoturizmus
Magyarország turisztikai régióinak kedvező természeti adottságai bőséges kínálatot nyújtanak a zöldturizmus, lovaglás, horgászat és kerékpározás kedvelőinek.

### Hivatásturizmus
Magyarországon a legtöbb hivatásturisztikai (másnéven üzleti vagy MICE turizmus) rendezvény Budapesten kerül megrendezésre. Emellett a vidéki városok sem elhanyagolhatóak, az utóbbi időben Szeged, Pécs, valamint Debrecen büszkélkethet a legtöbb konferencia megrendezésével Budapest után az MTÜ (Magyar Turisztikai Ügynökség) 2018-as statisztikái alapján.
- Konferencia
- Sportturizmus

## Turisztikai szolgáltatások

### Szálláshelyek

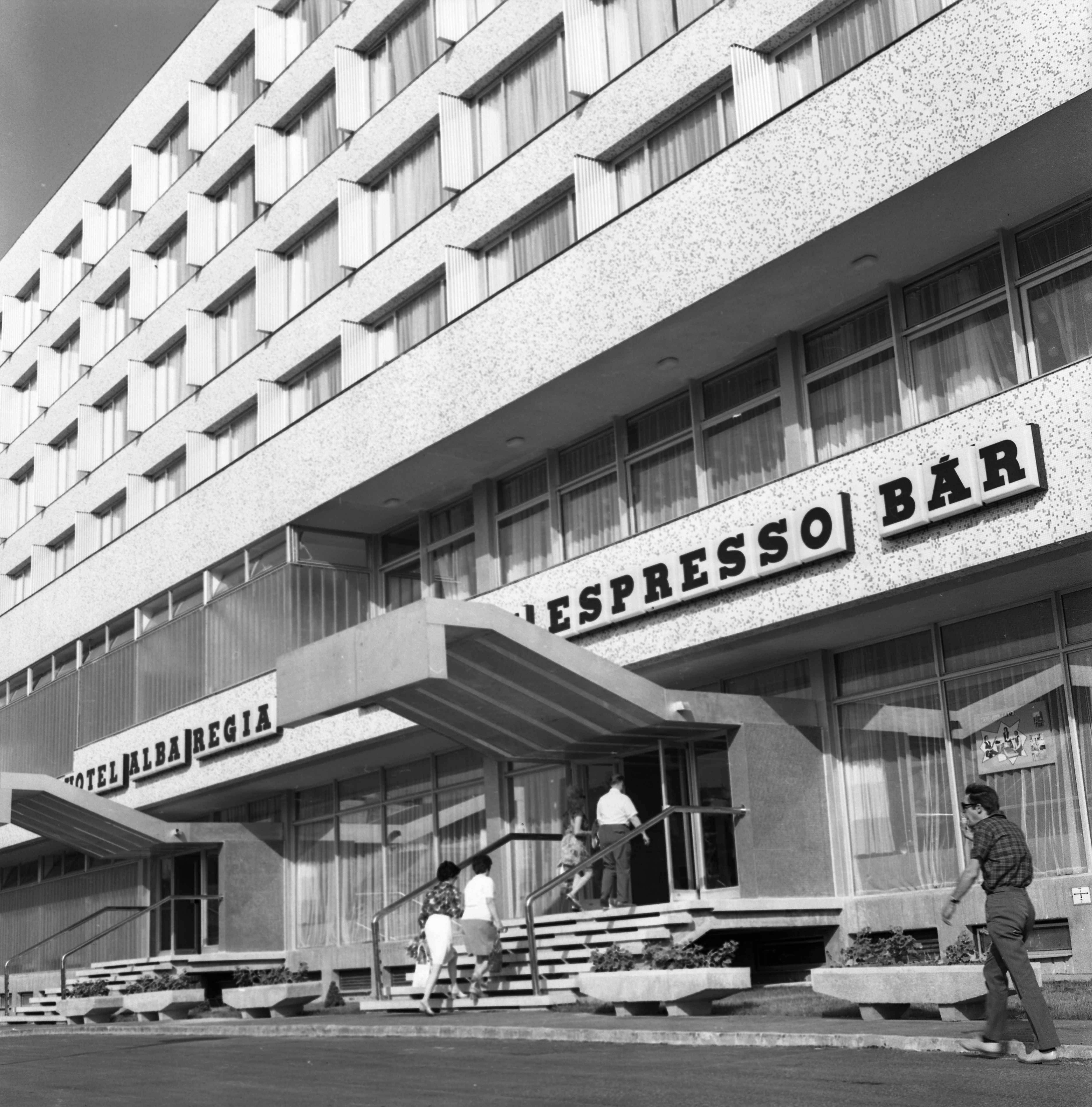
A székesfehérvári Hotel Alba Regia 1972-ben

Magyarországon a szállodától a panzión és diákszálláson keresztül a fizetővendéglátásig sokféle szállás igénybe vehető. Az üdülőturizmusban a vendéglátás sajátos formaként a falusi turizmus országszerte elterjedt.
Magyarországon a szálláshelyek üzleti, profitorientált vagy nonprofit alapon működnek.
Az üzleti célú szálláshelyek közé tartoznak a kereskedelmi szálláshelyek és az egyéb (2009-ig: magán-) szálláshelyek. A kereskedelmi szálláshelyek és az egyéb szálláshelyek osztályozását Magyarországon a következő rendelet szabályozza:
- A szálláshely-szolgáltatási tevékenység folytatásának     részletes feltételeiről és a szálláshely-üzemeltetési engedély kiadásának     rendjéről szóló 239/2009. (X. 20.) kormányrendelet

A kereskedelmi szálláshelyek nem huzamos jellegű, éjszakai ott-tartózkodást, pihenést is magában foglaló tartózkodás céljára szálláshelyet és ezzel összefüggő egyéb szolgáltatásokat nyújtanak a vendégek részére, pl. étel- és italszolgáltatás, parkolás, mosoda, uszoda, edzőterem, pihenési, szórakozási szabadidős lehetőségek, konferencia- és rendezvénylétesítmények stb.
A kereskedelmi szálláshelyek típusai: szálloda, panzió, üdülőház, kemping, közösségi szálláshely (turistaszállók és ifjúsági szállók együtt).
2016-ban az idegenforgalmi főszezonban mintegy 3400 kereskedelmi szálláshely közel 99 ezer szobával és 381 ezer férőhellyel várta a vendégeket. A kempingek lakóegységeinek száma meghaladta a 44 ezret. Mind a belföldi, mind a külföldi vendégek körében a legkedveltebb szállástípus évről évre a szálloda. A szállodák 2016-ban 62 ezer szobával és az összes kereskedelmi szálláshelyi férőhely 39%-ával (150 ezer férőhellyel) rendelkeztek. A szállodai férőhelyek 8%-a az Országos Tisztifőorvosi Hivatal által regisztrált 35 gyógyszállodában állt rendelkezésre 2016-ban.
Az egyéb (korábban magán-) szálláshely nem kizárólag szálláshely-szolgáltatás rendeltetéssel létesített önálló épület vagy annak egy része, amely 2009-ig fizetővendéglátásként (jellemzően városokban), illetve falusi szálláshelyként (jellemzően községekben) működhetett. 2010 óta az egyéb szálláshelyeken belül csak a falusi szálláshely kerül megkülönböztetésre. Falusi szállásadás jogszabály által meghatározott településnagyság alatti, a Balaton kiemelt üdülőkörzethez nem tartozó településen folytatható, amely nem törzskönyvezett gyógyhely. Olyan szálláshely, ahol a falusi életkörülmények, a helyi vidéki szokások és kultúra, valamint a mezőgazdaság hagyományok komplex módon, kapcsolódó szolgáltatásokkal együtt bemutatásra kerülnek.
2016 végén 1630 településen 38 ezer hivatalosan regisztrált egyéb szálláshelyi vendéglátó 101 ezer szobával és 237 ezer férőhellyel várta a vendégeket. A szállásadók fele a balatoni turisztikai régióban található. Az egyéb szállásadáson belül a falusi szállásadás megközelítőleg 10% súlyú.
A korábbiakban különféle jogcímeken, részben a „szürkegazdaságban” működtetett nem üzleti céllal üzemeltetett, közösségi, szabadidős szálláshelyek üzemeltetésének jogszabályi kereteit egy 2003-as kormányrendelet teremtette meg Magyarországon. A nem üzleti célú szálláshelyek forgalmukat és kihasználtságukat tekintve speciális szerepet töltenek be a turizmusban. A szünidős, rekreációs, szabadidős vagy szakmai célból érkező, túlnyomórészt belföldi vendégeket fogadó szálláshelyek tevékenységüket nyereség- és vagyonszerzési cél nélkül végzik.
Ide tartoznak a legalább hat férőhellyel rendelkező üdülési-, turisztikai célú, hegyi menedék céljára létesített, továbbá sportlétesítményben, illetve kiegészítő tevékenységként közfeladatot, hivatali feladatot ellátó intézmény, valamint egyházi intézmény által üzemeltetett szálláshelyek. A szállástípusok hét fő kategóriába sorolhatók: üdülő, gyermek- és ifjúsági tábor, nomád táborhely, hegyi menedékház, bivakszállás, pihenőház, diákotthon- kollégium. 
2016. július végén 1050 szálláshely üzemelt nem üzleti célú (nonprofit) egységként egész évben folyamatosan, illetve idény- vagy eseti jelleggel az ország 435 településén. 
2016-ban a szobák és férőhelyek több mint fele a kereskedelmi szálláshelyeken, 35%-a az üzleti célú egyéb, 10%-a a nem üzleti célú szálláshelyeken volt elérhető. A kapacitás alapján számított összetételtől azonban lényegesen eltér a vendégforgalom szerinti megoszlás. Ebben a tekintetben a kereskedelmi szálláshelyek dominanciája messze meghaladja a kapacitásadatokban tapasztalhatót, a vendégéjszakák 77%-át ezekben az egységekben regisztrálták 2016-ban.
Az utóbbi években világszerte terjedő közösségi megosztáson alapuló gazdaság („sharing economy”) Magyarországon is megjelent és elterjedt az utazás, különösen a közlekedés („telekocsi”) és szálláshely-szolgáltatás területén is. Előnye, hogy a szolgáltatásért nem vagy a piaci árnál jóval kevesebbet fizet az, aki igénybe veszi. Egyre népszerűbb a szívességi alapon működő kanapészörf („couchsurfing”), illetve ennek üzleti, fizetős változata, az Airbnb, ami a szoba vagy lakás részben vagy egészben történő kiadását jelenti meghatározott áron. A jelenség főleg a fővárosban, annak is a belső kerületeiben terjedt el.

### Vendéglátás és gasztronómia
Magyarországon a reggeli általában péksütemény vagy szeletelt kenyér szendvicsként (margarinnal vagy vajjal és felvágottal, pástétommal, tojással, sajttal, paprikával, paradicsommal vagy más nyers zöldségekkel, dzsemmel vagy lekvárral), illetve kolbásszal, virslivel, halkonzervvel, töpörtyűvel, szalonnával fogyasztva, esetleg müzli, tojásrántotta, pirítós, zsíroskenyér, bundás kenyér, lecsó stb. Reggelire meleg italt szokás inni, teát, kávét, kakaót, tejet.

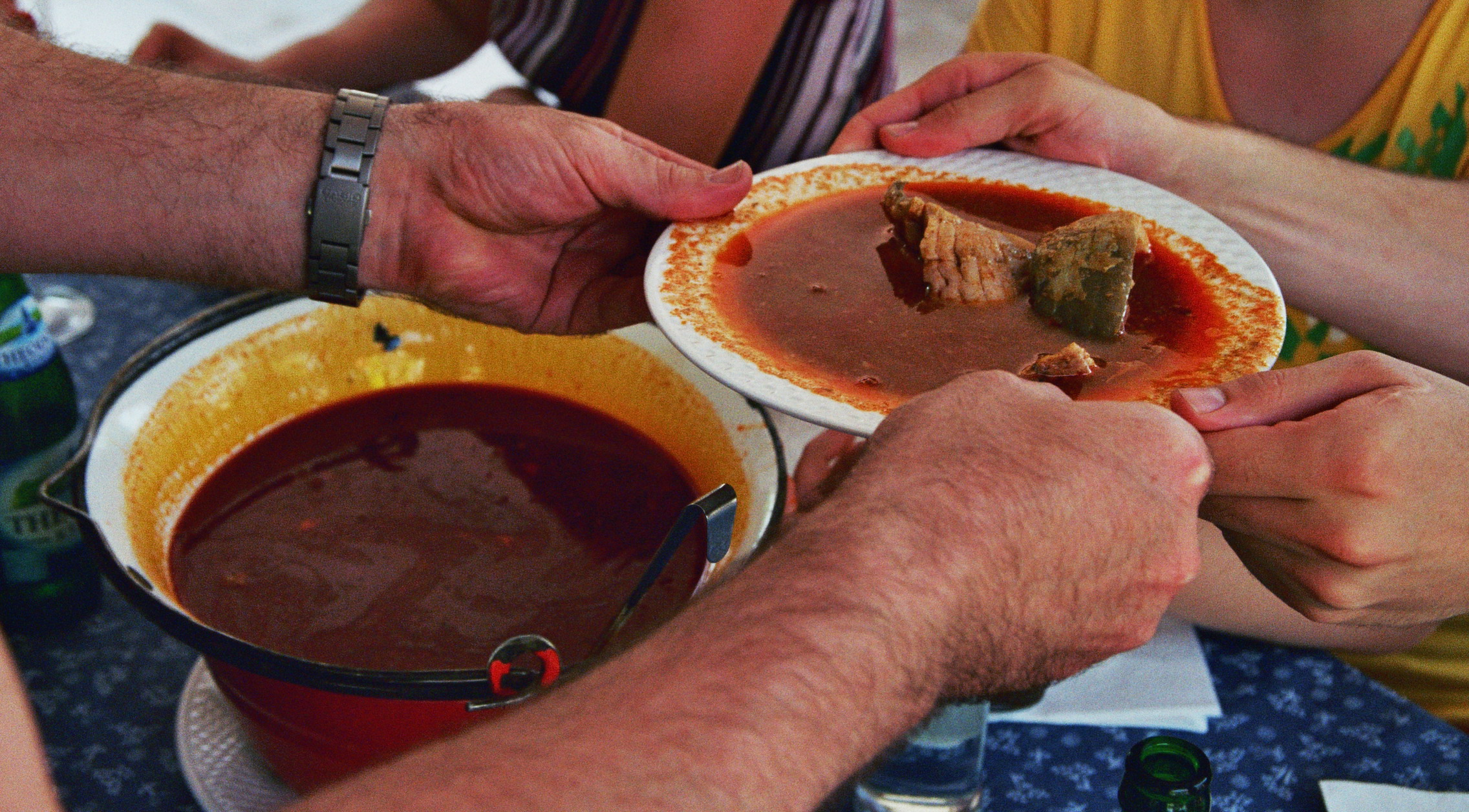
Szegedi halászlé kínálása

Az ebéd hagyományosan két vagy három fogásból áll, az első fogás leves, a második a főétel, a harmadik valamilyen desszert, friss gyümölcs vagy befőtt. Kiadós, tartalmas leves (például gulyásleves, babgulyás) esetén a második fogás valamilyen tartalmasabb desszert is lehet (túrós csusza, palacsinta, bukta, gombóc, stb.) A főétel legalább öt fő típusba sorolható: az első valamiféle hús körettel (ami általában krumpli, rizs, rizibizi, nyers vagy párolt zöldségek, metélttészta, nokedli, tarhonya, néhány ételnél a hússal összekeverve, pl.: paprikás krumpli, rizseshús), a második a rakott, a töltött és a káposztás ételek típusa (rakott krumpli, töltött paprika, rakott káposzta, töltött káposzta, székelykáposzta stb.), a harmadik valamilyen főzelék húsfeltéttel, a negyedik a kásák és pépes ételek csoportja (tejbegríz, puliszka stb.), az ötödik típust pedig a különböző tésztaételek képviselik (metélttészták, lángos, dübbencs stb.) Az első típusú főételhez általában külön kistányérban savanyúságot is fogyasztanak. A különféle húsokból készíthető pörkölt az egész világon ismert magyar étel (angolul goulash, németül gulasch). A húsokat ezenkívül még számtalan módon készítik el (például sültek, paprikások, rántott és főtt húsok, fasírtok stb.) Hús helyett néha hal vagy gomba szerepel, ezek szintén változatos módokon készíthetőek. A leves és főfogás mellé sokan kenyeret fogyasztanak, ami általában ki is van rakva kosárba. Az ételek utólagos fűszerezésére többnyire só, őrölt bors és paprika (főleg őrölt pirospaprika, néha paprikakrém, friss vagy szárított erőspaprika) található az asztalon, illetve egyes ételekhez porcukor, tejföl, ecet, mustár, ketchup, majonéz, torma, tartármártás.
A vacsora vagy az ebédhez hasonló meleg étel (gyakran csak főfogás leves nélkül), vagy pedig a reggelihez hasonló hideg étel.
Az idegen konyhák ételei közül a legnépszerűbbek az olasz spagetti, makaróni és pizza, a zsidó sólet és az amerikai hamburger és hot dog.
Az ünnepi ételek karácsonykor főételként a hal vagy a töltött káposzta, desszertként a bejgli vagy a foszlós kalács, illetve a mézeskalács, szilveszterkor a virsli, a lencseleves vagy lencsefőzelék, a kocsonya, farsang idején a disznótoros (hurka és kolbász) és a fánk, húsvétkor pedig a sonka tojással. Születésnapi desszertként tortát szokás fogyasztani. A vendéget hagyományosan friss pogácsával fogadják vagy búcsúztatják. A különleges magyar desszertek, édességek közé tartozik például a dobostorta, somlói galuska, rétes, pite, mákos guba, túrós táska, kakaós csiga, túrórudi stb.
A vegetáriánusoknak a főzelékhez rántott zöldségeket, rántott sajtot, szójakészítményt, burgonyakrokettet, tojást lehet ajánlani, a hagyományos húsételek helyett pedig gombát, sajtot, zöldségeket, szója- és gabonakészítményeket fogyaszthatnak. Budapesten a vegetariánusoknak jó választás lehet egy olasz étterem, pizzéria is.

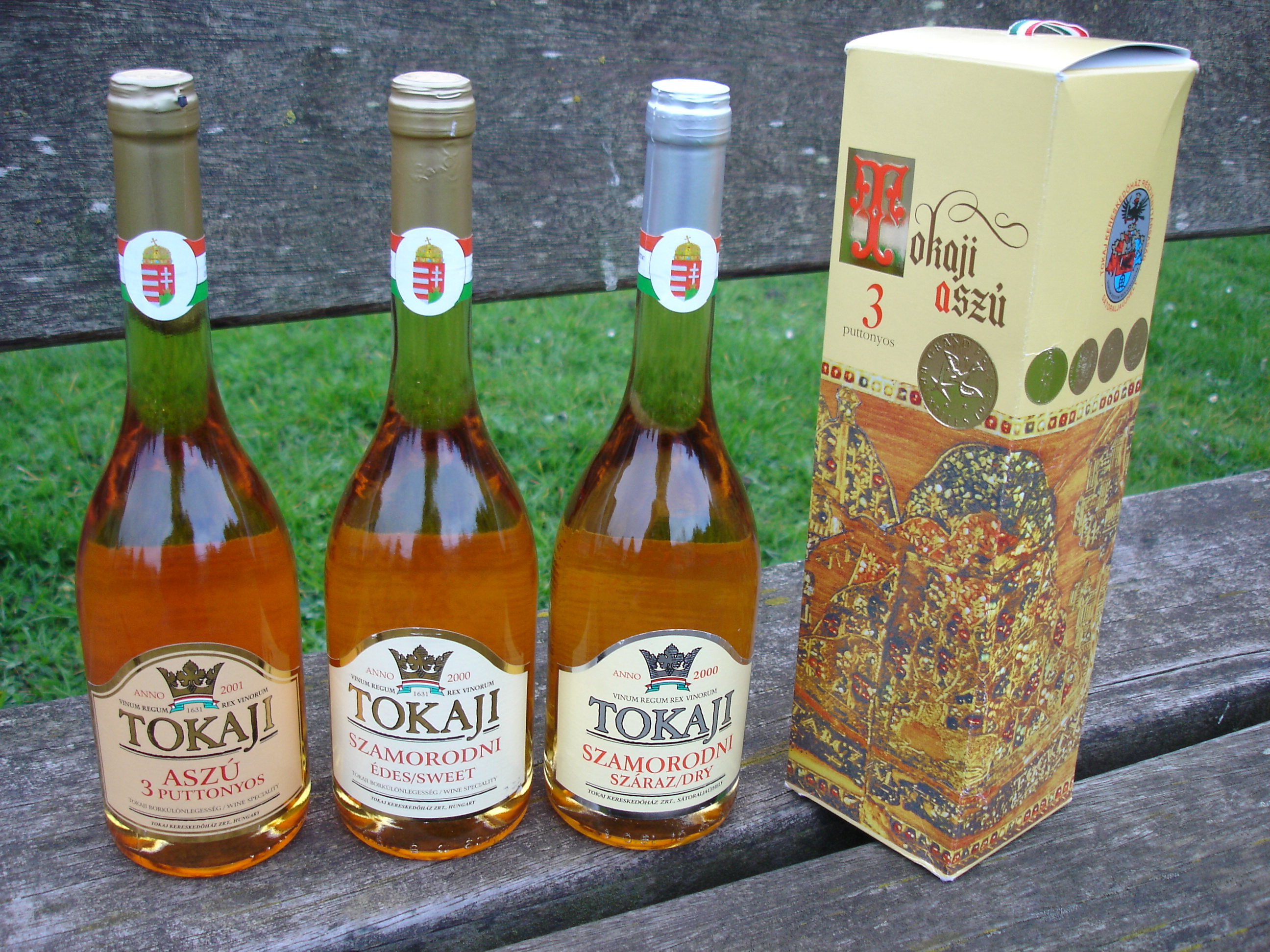
Palackozott tokaji borok

Magyarországon a bor fogyasztásának nagy hagyománya és kultúrája van. A legismertebb magyar borok a tokaji aszú és az egri bikavér, de ezeken kívül még nagyon sokféle kiváló minőségű magyar bor létezik. Bizonyos főételekhez száraz vagy édes, vörös vagy fehér bort illik inkább kínálni, aminek külön szabályai vannak. Szüret idején kedvelt ital a must, hideg időben, téli kirándulásokon pedig a forralt bor.
A különféle gyümölcsökből készült pálinka szintén hagyományos ital. Vidéken számos helyen pálinkával fogadják az érkező vendéget.
A sör fogyasztása viszonylag kisebb múltra tekint vissza az országban, illetve eredetileg inkább csak a németajkú városi munkások itala volt. A legismertebb magyar sörök a Dreher, Borsodi, Soproni Ászok és Arany Ászok.
Szilveszterkor, születésnapon és más ünnepeken pezsgővel szokás koccintani, a legnépszerűbb magyar pezsgő a Törley.
Az alkoholmentes italok közül legkedveltebbek a kávé, tea, kakaó, szénsavas üdítőitalok, szörpök, gyümölcslevek, szódavíz (szikvíz) és ásványvíz, de a sima csapvíz fogyasztása is gyakori. A hosszú kávé vagy tejjel kevert tejeskávé hígabb és kiadósabb ital, ennél jóval sűrűbb az eszpresszó és a feketekávé. A teát általában filteres teából készítik, és többnyire cukorral és citrommal ízesítik. Népszerűek a gyümölcsteák és a gyógynövényteák is.

### Közlekedés
Magyarországnak öt nemzetközi repülőtere van, amelyek közül azonban csak a Budapest Liszt Ferenc nemzetközi repülőtér és a Balaton melletti Hévíz-Balaton nemzetközi repülőtér bonyolít menetrendszerű járatokat. (Lásd: Magyarország repülőterei) Menetrendszerű légijárat az ország repülőterei között nincs.
Közvetlen vasúti járat a szomszédos országokon kívül a következő országokból van Magyarországra: Bulgária (csak nyáron), Csehország, Macedónia (csak nyáron), Montenegró (csak nyáron), Németország, Lengyelország, Oroszország és Svájc.
Az országon belül két vasúttársaság üzemel, a MÁV az egész országban, illetve a GYSEV a nyugati részén. A vasúthálózat csillagszerkezetű, Budapesttel a középpontjában. A csillag egyik végpontjáról a másikra gyakran csak budapesti átszállással lehet eljutni, még akkor is, ha ez óriási kerülőt jelent. Ezt a helyzetet az okozza, hogy a trianoni békeszerződés miatt a korábbi Kárpát-medencei vasúti körgyűrű az országhatárokon kívülre került.
Magyarország nagyobb városait közvetlen, gyors InterCity járatok kötik össze Budapesttel. Ezenkívül még csak a főbb állomásokon megálló gyorsvonatok és a minden állomáson megálló személyvonatok közlekednek.
Az ország valamennyi fontosabb települése elérhető vonattal vagy menetrendszerű autóbuszjárattal. Az autóbuszjáratokat a Volán leányvállalatai működtetik.
A városok helyi közlekedésében a legtöbb helyen autóbuszt alkalmaznak. Budapesten ezenkívül a metró, a villamos, a trolibusz, a fogaskerekű vasút és a HÉV is fontos szerepet játszik. Villamos- és trolibuszjárat néhány más nagyvárosban is közlekedik. A turizmus szolgálatában álló különleges közlekedési eszközök a budapesti Sikló, Gyermekvasút és Libegő, valamint az ország számos helyén működő kisvasutak.
A vízi személyszállításban a legfontosabb a Budapest-Bécs közötti menetrendszerű szárnyashajójárat április és október között. Ezenkívül a Budapest és Szentendre, Visegrád, valamint Esztergom közötti kirándulóhajók, illetve a balatoni komphajók bonyolítanak jelentősebb forgalmat.
Jelenleg hat autópálya van az országban, valamennyi Budapestről indul ki (M1, M3, M5, M6, M7), illetve az M0 Budapestet veszi körbe.

### Különleges közlekedési eszközök
- Budapest: Libegő

Kisvasutak
- Budapest: Gyermekvasút
- Nagybörzsönyi Erdei Vasút, a Kemencei Erdei Múzeumvasút, Királyréti Erdei Vasút
- nagycenki múzeumvasút
- balatonfenyvesi kisvasút
- mesztegnyői erdei vasút, kaszói kisvasút
- Nyírvidéki Kisvasút
- Lillafüredi Állami Erdei Vasút

Balatoni és dunai hajók
Lásd még: Magyarország kisvasútjai (kategórialap)

## Hasznos információk
Külföldi turisták beutazása
Magyarországra az Európai Unió állampolgárai személyi igazolvánnyal is beléphetnek. Rajtuk kívül az Amerikai Egyesült Államok, Ausztrália és Kanada állampolgárai számára elég az útlevél, egyéb országok állampolgárainak viszont vízummal is rendelkezniük kell. A turisták maximum 30 napig tartózkodhatnak az országban.
Pénznem
Magyarország legtöbb kereskedelmi és vendéglátóhelyén kizárólag az ország hivatalos pénzneme, a magyar forint az elfogadott fizetőeszköz. A szállodák többségében, számos étteremben és turisták által látogatott üzletben, valamint a vasúti pénztárakban nemzetközi menetjegyek váltásakor ugyanakkor ma már az eurót is elfogadják.
Nyelvhasználat
Magyarországon általában nem jellemző az idegen nyelvek ismerete. A szállodákban, turisták által látogatott éttermekben és üzletekben a személyzet többé-kevésbé beszéli az angolt vagy a németet.
Turisztikai szempontból jelentős termékek
- herendi porcelán
- ajkai kristály
- pápai sonka
- szegedi és kalocsai fűszerpaprika
- kalocsai hímzés
- halasi csipke
- pálinka (gönci és kecskeméti barackpálinka, békési szilvapálinka)
- makói vöröshagyma
- csabai kolbász
- szegedi és gyulai szalámi
- egri bikavér
- tokaji aszú
- matyó hímzés
- Szamos Marcipán

Borravalózás
Magyarországon általános szokás a borravalózás, ami azt jelenti, hogy bizonyos szolgáltatásokért (ha elégedettek vagyunk), a hivatalos árnál kb. 10%-kal többet fizetünk, általában úgy, hogy a végösszeg kerek legyen. (Például 1120 forint helyett 1200 vagy 1300 forintot adunk.) Illik borravalót adni például a vendéglátóhelyeken, a taxiban vagy a fodrásznál.
Külföldiek orvosi ellátása
A külföldiek orvosi ellátását néhány, állandó orvosi ügyelettel és nyelveket beszélő orvosokkal rendelkező magánvállalkozás látja el. Érdemes az ellátás előtt megtudni, hogy az orvos elfogadja-e az EU egészségbiztosítási kártyát, mert ha nem, a kezelés díját a helyszínen kell kifizetni. A legnépszerűbb ellátó az SOS Hungary Orvosi Szolgálat www.soshungary.hu[forrás?]
A külföldiek követeljék meg a hivatalos, magyar előírásoknak megfelelő számla kiadását, mert azt a biztosítójuk otthon elszámolja. Ugyancsak elszámolja a biztosító a gyógyszerek árát. Fontos tudni, hogy az EU országokból érkezőknek is csak a magyar jogszabályok alapján és módon jár a gyógyszer és a gyógyszerár támogatás.
Elektromos hálózat, konnektor típusa
F típus („Schuko”, vagyis biztonsági csatlakozó) a szabvány. C típusú csatlakozókat (Eurostecker) is használnak alacsonyabb áramfelvételű eszközökhöz. A C típusú csatlakozók inkább régi építésű házakban vannak, 230 V, 50 Hz.
Akadálymentesség

A kerekes székkel vagy bottal közlekedő mozgássérült turisták számára ma már egyre több szálloda, turisztikai látnivaló és múzeum akadálymentesen megközelíthető és használható Budapesten és az ország más településein is. A mozgássérült turisták az országban működő támogatószolgálatoktól előzetes megrendeléssel személyszállítást is igényelhetnek. A budapesti akadálymentes turisztikai lehetőségekről a Motiváció Alapítvány Budapesti útikalauz sérült embereknek című kiadványa nyújt tájékoztatást.
Magyarország állami turisztikai képviseletei külföldön
| - Amerikai Egyesült Államok: http://www.gotohungary.com - Ausztria: http://www.ungarn-tourismus.at - Belgium: https://web.archive.org/web/20190629220029/http://www.visithongrie.be/ - Csehország: https://web.archive.org/web/20130308153625/http://www.madarsko.cz/ - Dánia: https://web.archive.org/web/20190109040406/http://ungarn.dk/ - Egyesült Királyság: https://web.archive.org/web/20121213034511/http://www.gotohungary.co.uk/ - Franciaország: http://www.hongrietourisme.com - Hollandia: http://www.hongaarsverkeersbureau.nl - Írország: https://web.archive.org/web/20100815013228/http://www.visithungary.ie/ - Japán: http://www.hungarytabi.jp - Kína: https://web.archive.org/web/20130511092614/http://www.xiongyali.cn/ | - Lengyelország: http://www.wegry.info.pl - Németország: http://www.ungarn-tourismus.de - Olaszország: https://web.archive.org/web/20161007075421/http://turismoungherese.it/ - Oroszország: https://web.archive.org/web/20091124050249/http://vengria.ru/ - Románia: http://www.hungarytourism.ro - Spanyolország: https://web.archive.org/web/20180904145302/http://www.hungriaturismo.com/ - Svájc: http://www.ungarn-turismus.ch%5B%5D - Svédország: https://web.archive.org/web/20170108060528/http://www.ungarnturisme.com/ - Szlovákia: http://www.hungarytourism.sk - Ukrajna: http://www.ugor.com.ua Archiválva 2009. április 17-i dátummal a Wayback Machine-ben |

## Turisztikai régiók
Lásd még: a Magyarország turisztikai régiói cikket
|    | Régió név                 | Régió legnagyobb városa |  |
| -- | ------------------------- | ----------------------- |  |
| 1. | Budapest–Közép-Duna-vidék | Budapest                |  |
| 2. | Közép-Dunántúl            | Székesfehérvár          |  |
| 3. | Nyugat-Dunántúl           | Győr                    |  |
| 4. | Balaton                   | Siófok                  |  |
| 5. | Dél-Dunántúl              | Pécs                    |  |
| 6. | Észak-Magyarország        | Miskolc                 |  |
| 7. | Észak-Alföld              | Debrecen                |  |
| 8. | Dél-Alföld                | Szeged                  |  |
| 9. | Tisza-tó                  | Karcag                  |  |